# Tomas Hilliard-Arce
Tomas Andres Hilliard-Arce (Hartford, Connecticut, Estados Unidos, 2 de noviembre de 1995) es un exfutbolista estadounidense-costarricense. Jugaba de defensa.

## Trayectoria
Hilliard-Arce jugó al fútbol universitario para los Stanford Cardinal de la Universidad Stanford entre 2014 y 2017. Ganó tres campeonatos de la División I de la NCAA (2015, 2016 y 2017). Durante este tiempo jugó a préstamo para los Charlotte Eagles y los Burlingame Dragons FC.
El 19 de enero de 2018, Hilliard-Arce fue seleccionado por LA Galaxy en el segundo lugar del SuperDraft de la MLS 2018. Debutó con los Galaxy el 21 de mayo de 2018 ante el Montreal Impact.
Fue liberado de LA Galaxy al término de la temporada 2019 y Hilliard-Arce fichó por el Sacramento Republic de la USL el 8 de enero de 2020.
El 27 de octubre de 2020 Hilliard-Arce anunció su retiro como profesional.

## Selección nacional
Nacido en los Estados Unidos, Hilliard-Arce tiene ascendencia costarricense por parte de su madre. Entrenó con la selección de Costa Rica sub-20 en 2014.

## Estadísticas
Actualizado al último partido disputado el 9 de agosto de 2020.
| LA Galaxy Estados Unidos            |               |               |    |   |   |   |   |    |    |   |
| 1.ª                                 | 2018          | 5             | 0  | 1 | 0 | - | - | 6  | 0  |   |
| 1.ª                                 | 2019          | 0             | 0  | 1 | 0 | - | - | 1  | 0  |   |
| Total club                          | Total club    | 5             | 0  | 2 | 0 | 0 | 0 | 7  | 0  |   |
| LA Galaxy II Estados Unidos         |               |               |    |   |   |   |   |    |    |   |
| 2.ª                                 | 2018          | 14            | 1  | - | - | - | - | 14 | 1  |   |
| 2.ª                                 | 2019          | 26            | 3  | - | - | - | - | 26 | 3  |   |
| Total club                          | Total club    | 40            | 4  | 0 | 0 | 0 | 0 | 40 | 4  |   |
| Sacramento Republic Estados Unidos  |               |               |    |   |   |   |   |    |    |   |
| 2.ª                                 | 2020          | 5             | 1  | 0 | 0 | - | - | 5  | 1  |   |
| Total club                          | Total club    | 5             | 1  | 0 | 0 | 0 | 0 | 5  | 1  |   |
| Total carrera                       | Total carrera | Total carrera | 50 | 5 | 2 | 0 | 0 | 0  | 52 | 5 |
| (1) Incluye datos de la US Open Cup |               |               |    |   |   |   |   |    |    |   |